# Dariusz Łydżba
Dariusz Łydżba  (ur. 1960) – polski inżynier budownictwa. Absolwent Politechniki Wrocławskiej. Od 2015 profesor na Wydziale  Budownictwa Lądowego i Wodnego Politechniki Wrocławskiej. Dziekan Wydziału Budownictwa Lądowego i Wodnego (2016-2020). Od 2020r prorektor ds. Współpracy. 